# Merkur

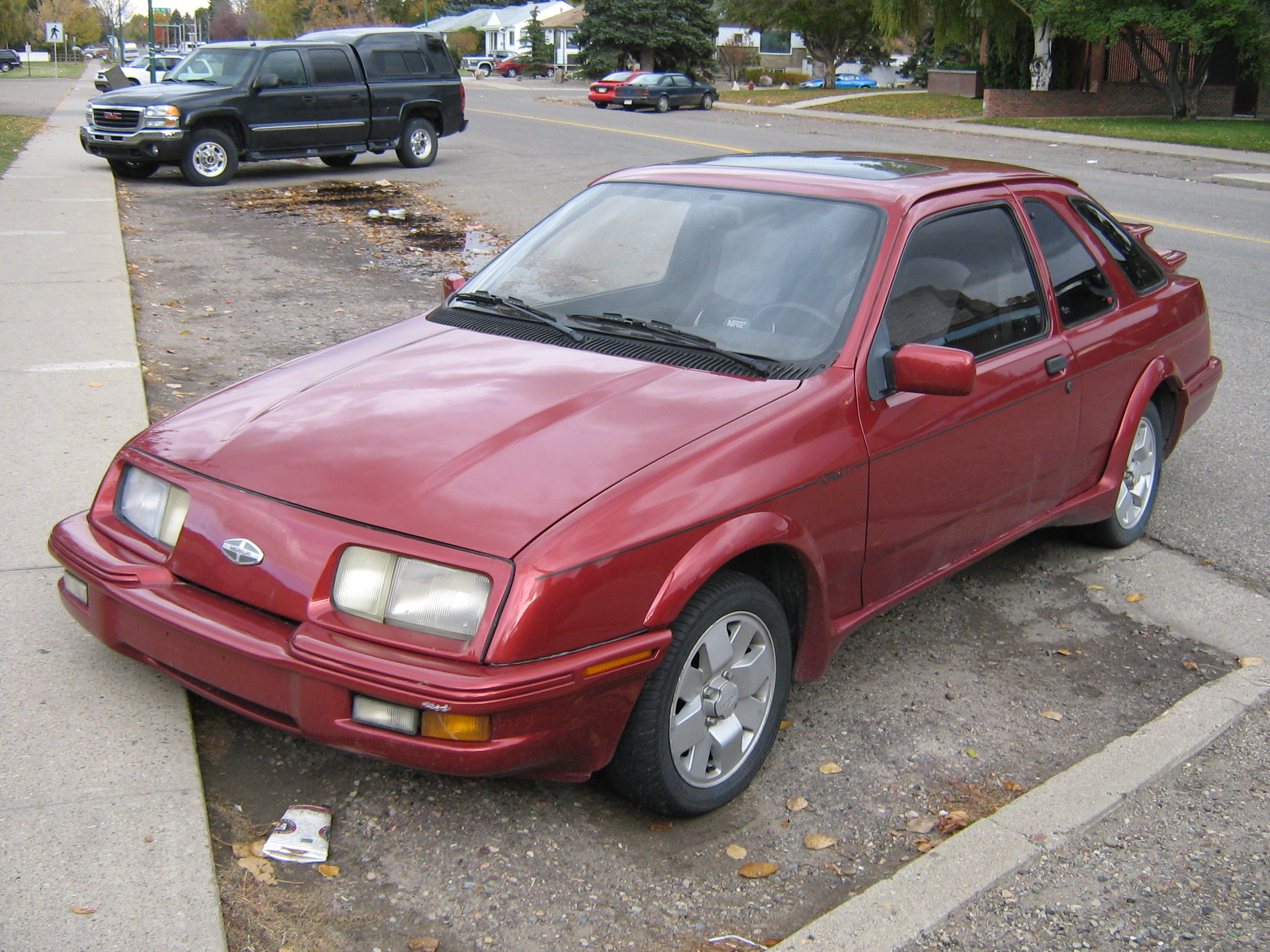
Merkur XR4Ti

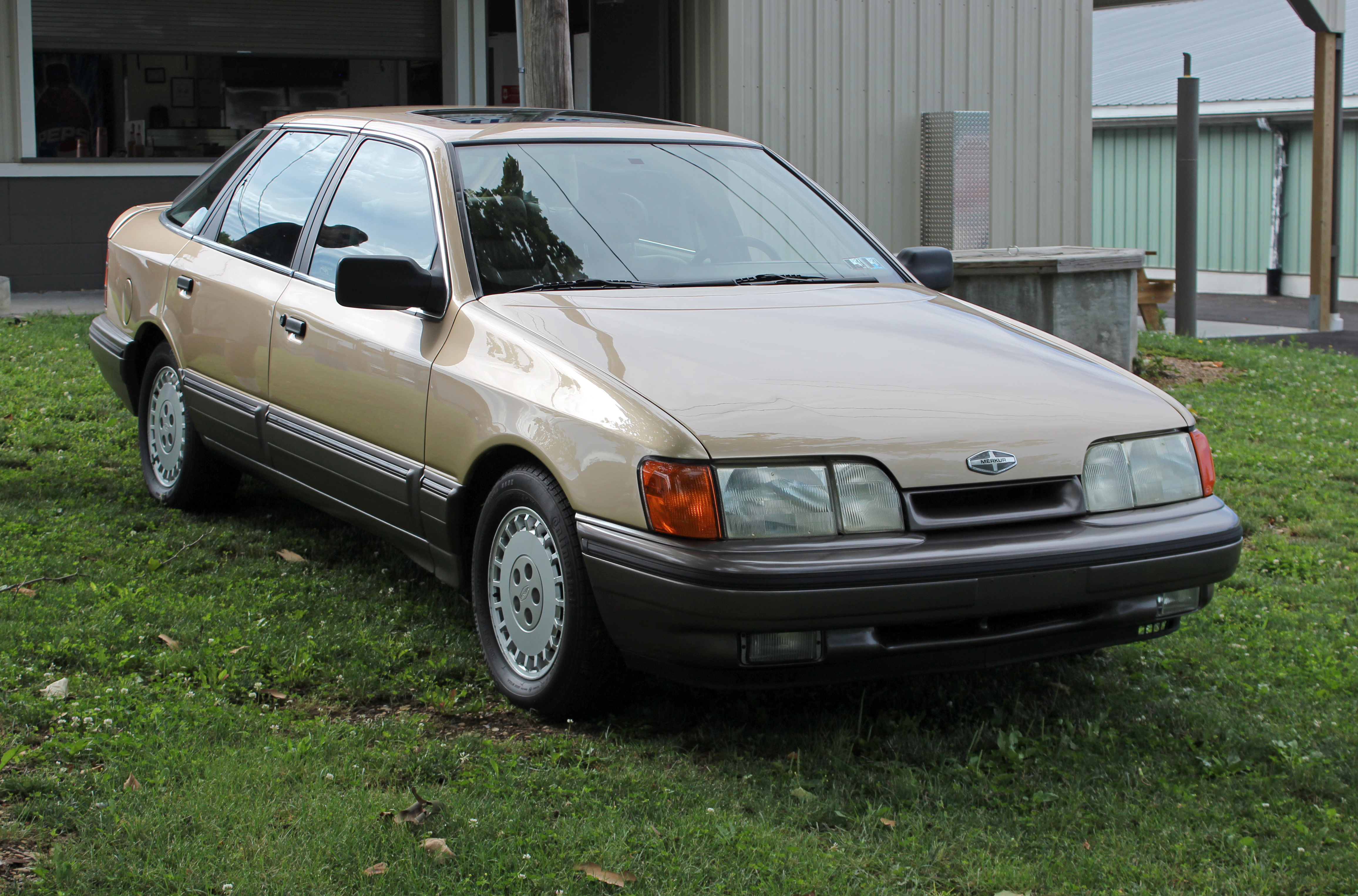
Merkur Scorpio

Merkur – amerykański producent samochodów osobowych z siedzibą w Dearborn działający w latach 1985–1989. Marka należała do amerykańskiego koncernu Ford Motor Company.

## Historia
We wrześniu 1985 roku Ford zdecydował się poszerzyć swoje północnoamerykańskie portfolio oferowanych marek o nową firmę specjalizującą się w sprzedaży europejskich modeli Forda nieoferowanych dotąd w Stanach Zjednoczonych i Kanadzie. Decyzja ta była motywowana wcześniejszym sukcesem sprzedawanego w tym regionie europejskiego Forda Capri jako Mercury Capri. 
Marka Merkur rozpoczęła działalność pod koniec 1985 roku, wprowadzając do sprzedaży na zasadach franczyzy w sieci dealerów marek Lincoln-Mercury model XR4Ti. Samochód był zmodyfikowanym, europejskim Fordem Sierra oferowanym z okrojoną gamą jednostek napędowych wyłącznie jako 3-drzwiowy liftback. 
W 1987 roku ofertę marki Merkur poszerzono o drugi model Scorpio, który był z kolei odpowiednikiem niemieckiego Forda Scorpio i brytyjskiego Forda Granada. Samochód oferowany był wyłącznie jako 5-drziowy liftback, pozycjonując go jako samochód o luksusowym charakterze. Podobnie jak XR4Ti, Merkur Scorpio był importowany z niemieckich zakładów Forda.

### Likwidacja
Zarówno model XR4Ti, jak i Scorpio nie zdobyły popularności rynkowej w Stanach Zjednoczonych i Kanadzie. Dla obu modeli wspólnym utrudnieniem były wahania kursów walut, a także koszty związane koniecznością przeprojektowania dla dostosowania do amerykańskich standardów, które windowały cenę modeli Merkura.
Ostateczną przeszkodą dla dalszego funkcjonowania tej filii były planowane zmiany w prawie amerykańskim w początku lat 90., wprowadzające przymusowo dodatkowe środki ochrony pasażerów (automatyczne pasy bezpieczeństwa lub poduszki bezpieczeństwa). Ford ocenił, że kolejne przekonstruowanie modeli XR4Ti i Scorpio jest nieopłacalne i podjęto decyzję likwidacji marki Merkur.

## Modele samochodów

### Historyczne
- XR4Ti (1985–1989)
- Scorpio (1987–1989)